# Пристінок (зупинний пункт)
Присті́нок — залізничний пасажирський зупинний пункт Луганської дирекції Донецької залізниці.
Розташований у селі Першозванівка, Лутугинський район, Луганської області на лінії Родакове — Ізварине між станціями Лутугине (21 км) та Сімейкине (9 км).
Через військову агресію Росії на сході Україні транспортне сполучення припинене.